# Bruflats kyrka
Bruflats kyrka (norska: Bruflat kirke) är en kyrkobyggnad i Etnedals kommun i Innlandet fylke i Norge. Kyrkan ligger öster om Bruflat gård. Omkring kyrkan finns en kyrkogård vars huvudingång ligger i väster.

## Kyrkobyggnaden
En medeltida kyrka i Etnedal verkar ha legat på samma ställe som dagens kyrka. Kyrkan som omnämns år 1327 var troligen en stavkyrka.
Nuvarande kyrka uppfördes av byggmästare Svend Tråseth och invigdes 24 juli 1750. Samme byggmästare ska ha uppfört Bagns kyrka och Aurdals kyrka. Träkyrkan har en korsformad planform där alla korsarmar täcks av sadeltak. I korsmitten finns en takryttare med tornspira och under tornspiran är kyrkklockorna inhysta. I östra korsarmen finns kor och öster om koret finns en sakristia. I västra korsarmen finns huvudingången och i södra korsarmen finns ännu en ingång.
Ombyggnader har genomförts vid flera tillfällen däribland åren 1818–1820, år 1860, åren 1909–1912 samt åren 1974–1975. Mest omfattande var utbyggnaden åren 1909 till 1912 då korsarmarna åt väster, söder samt öster förlängdes. I öster tillkom då nuvarande sakristia. Taken var ursprungligen täckta med spån som år 1820 ersattes med skiffer.

## Inventarier
- Dopfunt, altartavla och predikstol ska ha tillverkats av Ola Kvit vid slutet av 1700-talet. Dopfunten är en dopängel som håller ett fat. Predikstolen står vid nordsidan om kyrkorummets korsmitt. Altartavlans huvudfält har motivet Jesus på korset som omges av Maria och Johannes. Sidofältens motiv är Mose och Aron.
- I korsmittens takryttare är fyra kyrkklockor inhysta. En klocka är från medeltiden, möjligen från omkring år 1200. En annan är gjuten år 1706 av Gerhard Schimmel. Övriga två klockor är gjuten år 1912 av O. Olsen & søn.
- Nuvarande orgel från år 1983 är tillverkad av Norsk Orgel- og Harmoniumfabrikk och har ersatt en tidigare orgel från år 1896.
- Två par altarljusstakar är från 1600-talet.